# روكاراسو
روكاراسو (بالإيطالية: Roccaraso)‏ هي بلدية في مقاطعة لاكويلا في إقليم أبروتسو الإيطالي.

## السكان
في سنة 1861 بلغ عدد السكان 2٬157 نسمة، وتطور العدد ليصل في سنة 2011 لـ 1٬636 نسمة.
يظهر هذا المخطط البياني تطور النمو السكاني لـ روكاراسو

## توأمة
لروكاراسو اتفاقيات توأمة مع:
- بورغوسيشيا